# Frajhajm
Frajhajm este o localitate din comuna Slovenska Bistrica, Slovenia, cu o populație de 162 de locuitori.